# Stati limite di fessurazione
Gli stati limite di fessurazione sono stati limite di esercizio.
Con gli stati limite di fessurazione si garantisce che il quadro fessurativo di una struttura il conglomerato cementizio deve essere tale da non compromettere il corretto funzionamento della struttura e da renderla accettabile da un punto di vista estetico.

## Generalità
Come è noto, le verifiche di resistenza delle sezioni inflesse in calcestruzzo armato vengono effettuate, a vantaggio di sicurezza, nell'ipotesi che tutto il calcestruzzo teso, che è delimitato dall'asse neutro, risulti completamente fessurato e pertanto il conglomerato non da alcun contributo alla resistenza a trazione e a cui provvede invece la sola armatura tesa.
In realtà, le fessure si vengono a formare solo in quelle sezioni dove il momento agente M risulta ≥ del momento di fessurazione Mf della sezione.
Per M < Mf non viene superata la resistenza a trazione del calcestruzzo che pertanto rimane integro e contribuisce alla resistenza a trazione del conglomerato.
In una trave inflessa reale, pertanto, si avranno sezioni in cui le fessurazioni hanno raggiunto l'asse neutro dove la resistenza è affidata alla sola armatura e sezioni integre, comprese tra due fessure consecutive, nelle quali, invece, il calcestruzzo collabora nell'assorbire lo sforzo di trazione.
Un concetto fondamentale delle strutture in calcestruzzo armato è che la fessurazione è quasi inevitabile. 
Infatti a causa della bassa resistenza a trazione del conglomerato cementizio e l'esistenza di coazioni quali il ritiro e i piccoli cedimenti differenziali dei vincoli, la completa eliminazione delle lesioni risulta praticamente antieconomica; il contenere gli sforzi di trazione entro i limiti compatibili con il calcestruzzo comporterebbe strutture molto più massicce e armature che lavorano con valori di tensioni estremamente inferiori a quelli attesi.
Pertanto, non è consigliabile eliminare completamente le fessure più o meno capillari che devono essere considerate necessarie e indicatrici del livello di collaborazione tra calcestruzzo e acciaio.
Tra l'altro, come accennato all'inizio di questo paragrafo, nella teoria convenzionale del cemento armato si fa riferimento all'ipotesi di calcestruzzo non reagente a trazione e pertanto, in conformità con tale ipotesi, si deve ritenere che la fessurazione del conglomerato è convenzionalmente accettata.
Quadri fessurativi eccessivi però devono essere evitati perché lesioni troppo aperte possono facilitare l'ingresso di agenti esterni aggressivi che possono causare la riduzione del grado di durabilità del materiale, ad esempio facilitando la corrosione dei ferri.
Nell'ambito del metodo di calcolo agli stati limite, il problema viene superato introducendo tre diversi stati limite di fessurazione: indotti da azioni strutturali:
- stato limite di decompressione;
- stato limite di formazione delle fessure o di prima fessurazione;
- stato limite di apertura delle fessure.

## Stato limite di decompressione
Lo stato limite di decompressione corrisponde ad una trascurabile probabilità di formazione delle fessure.
È caratterizzato da una sezione ovunque compressa o al limite scarica nella fibra meno compressa.
Questa verifica si applica in quei casi in cui non è ammessa alcuna trazione nel manufatto.
Poiché la sezione è interamente compressa, le modalità di calcolo non richiedono particolari chiarimenti in quanto si riducono ad una normale analisi elastica con la sezione di calcestruzzo interamente reagente nella quale si deve verificare che nessuna fibra della sezione risulti tesa.
In questo caso si può procedere imponendo che la fibra meno compressa risulti scarica (diagramma delle tensioni triangolare).
A questo punto, applicando il metodo delle tensioni ammissibili, essendo nota la sezione reagente omogeneizzata, si calcola il momento di decompressione Mc che deve essere non inferiore al momento di esercizio M:
- M ≤ Mc

## Stato limite di formazione delle fessure
Lo stato limite di formazione delle fessure corrisponde ad una debole probabilità, fissata a priori, di formazione delle fessure.
È caratterizzato dall'esistenza di zone tese nel calcestruzzo, ma tali che le relative tensioni siano inferiori alla resistenza a trazione del conglomerato.
Poiché la sezione risulta anche in questo caso interamente reagente, come nello stato limite precedente, il calcolo si riduce ad una normale analisi elastica con calcestruzzo in questo caso reagente sia a compressione sia a trazione, verificando che la tensione massima di trazione risulti inferiore a :
- σt= fctm/1,2

dove fctm è la resistenza media a trazione semplice (assiale) del calcestruzzo e vale per classi di resistenza ≤ C 50/60 (Rck60):
- fctm = 0,30 fck2/3 dove fck è la resistenza caratteristica cilindrica a compressione[2].

Per la verifica di tale stato limite, rispetto alle formule classiche della statica del cemento armato, in questo caso si deve tener conto che il modulo elastico a trazione del calcestruzzo Ect è diverso da quello a compressione Ec.
Pertanto si avrà un coefficiente di omogeneizzazione n riferito all'armatura e uno n' relativo al calcestruzzo teso: 
- n=Es/Ec (= 15)
- n'=Ect/Ec (= 0,5).

Questo influirà anche sulla posizione dell'asse neutro della sezione inflessa che come è noto si ottiene imponendo l'annullamento rispetto a tale asse del momento statico totale della zona reagente, nella quale deve essere compresa anche l'area di calcestruzzo teso debitamente omogeneizzata.
Nota la posizione dell'asse neutro, nel caso di flessione retta, si calcola mediante il metodo delle tensioni ammissibili, imponendo che la massima tensione di trazione nel calcestruzzo sia pari a σt, il momento flettente di prima fessurazione Mf che deve risultare non superiore a quello di esercizio M.
- M ≤ Mf.

## Stati limite di apertura delle fessure
Gli stati limite di apertura delle fessure corrispondono ad una probabilità, fissata a priori, che l'apertura caratteristica delle fessure non superi certi valori.
È caratterizzata dalla formazione di fessure il cui valore massimo non deve superare i valori ammissibili fissati dalle NTC.
I valori limite d'apertura delle fessure generalmente ammessi, a seconda dei casi, corrispondono ai seguenti valori nominali :
- w1 = 0.2 mm
- w2 = 0.3 mm
- w3 = 0.4 mm.

La scelta di tali valori nominali è funzione delle combinazioni delle azioni, delle condizioni ambientali e della sensibilità delle armature alla corrosione.

### Combinazione delle azioni
In questo caso si prendono in considerazione le seguenti combinazioni di carico:
- quasi permanenti;
- frequenti.

### Condizioni ambientali
Ai fini della protezione delle armature dalla corrosione vengono individuate dalla normativa tre condizioni ambientali.
- ordinaria - a cui corrispondono le seguenti classi di esposizione: X0,XC1,XC2,XC3,XF1
- aggressiva - a cui corrispondono le seguenti classi di esposizione: XC4,XD1,XS1,XA1,XA2,XF2,XF3
- molto aggressiva - a cui corrispondono le seguenti classi di esposizione: XD2, XD3, XS2, XA3, XF4

### Sensibilità delle armature alla corrosione
La normativa distingue le armature per calcestruzzo armato normale e precompresso in due gruppi:
- armature sensibili a cui appartengono gli acciai da precompressione:
- armature poco sensibili a cui appartengono gli acciai ordinari e acciai protetti come gli acciai zincati e quelli inossidabili.

### Verifica
La verifica è soddisfatta quando il valore di calcolo di apertura delle fessure indicato dalla normativa con wd risulta non superiore al valore nominale wi (i = 1,2,3) prescelto.
Il valore di calcolo è pari a:
- wd = 1,7 wm

dove wm rappresenta l'ampiezza media delle fessure della generica membratura in comglomerato armato, che a sua volta è pari a:
- wm = εsm Δsm

dove:
- εsm è la deformazione unitaria media della barra di armatura
- Δsm è la distanza media tra le fessure

Per il calcolo di questi due parametri si deve far ricorso al p.to C4.1.2.2.4.6 della Circolare del 2 febbraio 2009 n. 617/C.S.LL.PP.

### Spiegazione teorica
L'approccio semplificato al problema ha origine dalla conoscenza del fenomeno dell'aderenza calcestruzzo - acciaio ovvero dalla relazione fra gli scorrimenti relativi che si manifestano fra il tondino di acciaio e il calcestruzzo teso e la tensione tangenziale che si sviluppa nell'interfaccia fra i due materiali che viene definita tensione di aderenza τad.
Infatti nel conglomerato dopo essersi verificata la fessurazione di alcune sezioni, il calcestruzzo teso integro, scambia sforzi con l'acciaio tramite l'aderenza con le barre di armatura.

#### Aderenza acciaio - calcestruzzo
La perfetta aderenza tra le barre d'acciaio e il conglomerato circostante è una delle ipotesi fondamentali per effettuare un qualsiasi calcolo convenzionale delle sezioni in calcestruzzo armato, il quale richiede che le deformazioni specifiche nei due materiali a contatto risultino uguali.
L'aderenza è dovuta principalmente alle nervature presenti sulla superfici esterna delle barre, ma in maniera secondaria è dovuta anche alle forze di adesione intermolecolari che si sviluppano al perimetro tra acciaio e calcestruzzo sia all'attrito conseguente al serraggio esercitato dal calcestruzzo sulle barre per effetto del ritiro.
Le caratteristiche di aderenza vengono definite tramite la tensione di aderenza τad.
L'ipotesi più elementare per il calcolo di τad si basa sull'ipotesi di Brice che consiste nell'assumere un andamento costante delle tensioni di aderenza.
Consideriamo inizialmente il caso elementare di un tondino annegato in un blocco di calcestruzzo e soggetto ad uno sforzo di trazione T.
Il tondino in queste condizioni avrà la tendenza a fuoriuscire dal blocco di conglomerato, tale tendenza mobilita l'aderenza fra i due materiali e di conseguenza fa insorgere, lungo il perimetro p del tratto Δl del tondino annegato nel blocco, le tensioni di aderenza.
Imponendo l'equilibrio allo scorrimento del tondino, con l'ipotesi di Brice, si avrà:
- T = τad p

dove:
- T = πd2σs/4
- p = πdΔl

questi valori sostituiti nella formula precedente danno:
- τad = σsd/(4Δl)

dove: 
- σs è la tensione di trazione nell'acciaio
- d è il diametro del tondino.

Pertanto a parità di sforzo T il valore minimo di Δl affinché il tondino non si sfili è:
- Δlmin=σsd/(4τadamm)

dove τadamm è la tensione ammissibile di aderenza che secondo il D.M. LL.PP. del 9 gennaio 1996, per le armature nervate è pari a:
- τadamm = 3 τc0 = 3(0,4 + (Rck - 15)/75) (N/mm2)

In merito alle NTC 2008 il valore della resistenza tangenziale di aderenza di calcolo è riportato al p.to 4.1.2.1.1.4.
Per valori inferiori Δlmin il tondino soggetto a T si sfila; la perdita di aderenza tra acciaio e calcestruzzo viene indicata con il termine anglosassone bond slip.
Pertanto nei tratti terminali dei tondini, per evitare il loro sfilamento si devono adottare delle lunghezze di ancoraggio > di Δlmin e comunque, nel caso in cui non si adottino uncini terminali l'ancoraggio deve essere:
- > 150 mm;
- > 20 d (in mm)[4].

Esistono altre ipotesi oltre a quella di Brice come:
- l'ipotesi di Saliger che prevede un andamento delle tensioni di aderenza parabolico
- l'ipotesi di Wastlund che prevede un andamento triangolare.

Tali ipotesi non modificano sostanzialmente i risultati numerici ottenuti con Brice ed inoltre rendono più complesso il calcolo.
Nelle zone di ancoraggio delle armature si genera una tipologia di diffusione del carico tipica di tutte le zone di introduzione di carichi concentrati, che per la sua forma viene definita in letteratura: diffusione a bottiglia.
Infatti a seguito dell'aderenza, le tensioni tangenziali che passano al calcestruzzo generano tensioni principali di trazione e di compressione nel conglomerato.
Le tensioni di compressione, dovendo equilibrare la forza di trazione nel ferro, per effetto della diffusione a bottiglia, seguono traiettorie curve che tendono a diventare parallele alla barra ad una certa distanza dall'estremità del tratto ancorato, pertanto insorgono nel calcestruzzo delle tensioni di trazione, che dovendo essere perpendicolari in ogni punto alle traiettorie di compressione, risultano trasversali alla direzione della barra.
La risultante di queste tensioni di trazione è chiamata forza di fenditura (splitting force).
Se le tensioni di trazione superano la resistenza del calcestruzzo queste sono causa dell'insorgere di grosse fessure longitudinali (o di fenditura).
Le zone diffusive che si generano nelle zone di ancoraggio delle barre di armatura sono pertanto delle D regions.
Il controllo dell'indice di aderenza viene effettuato mediante la prova di aderenza (Beam Test) da effettuarsi secondo le prescrizioni della norma CNR - UNI 10020.